# Mòng biển bạc

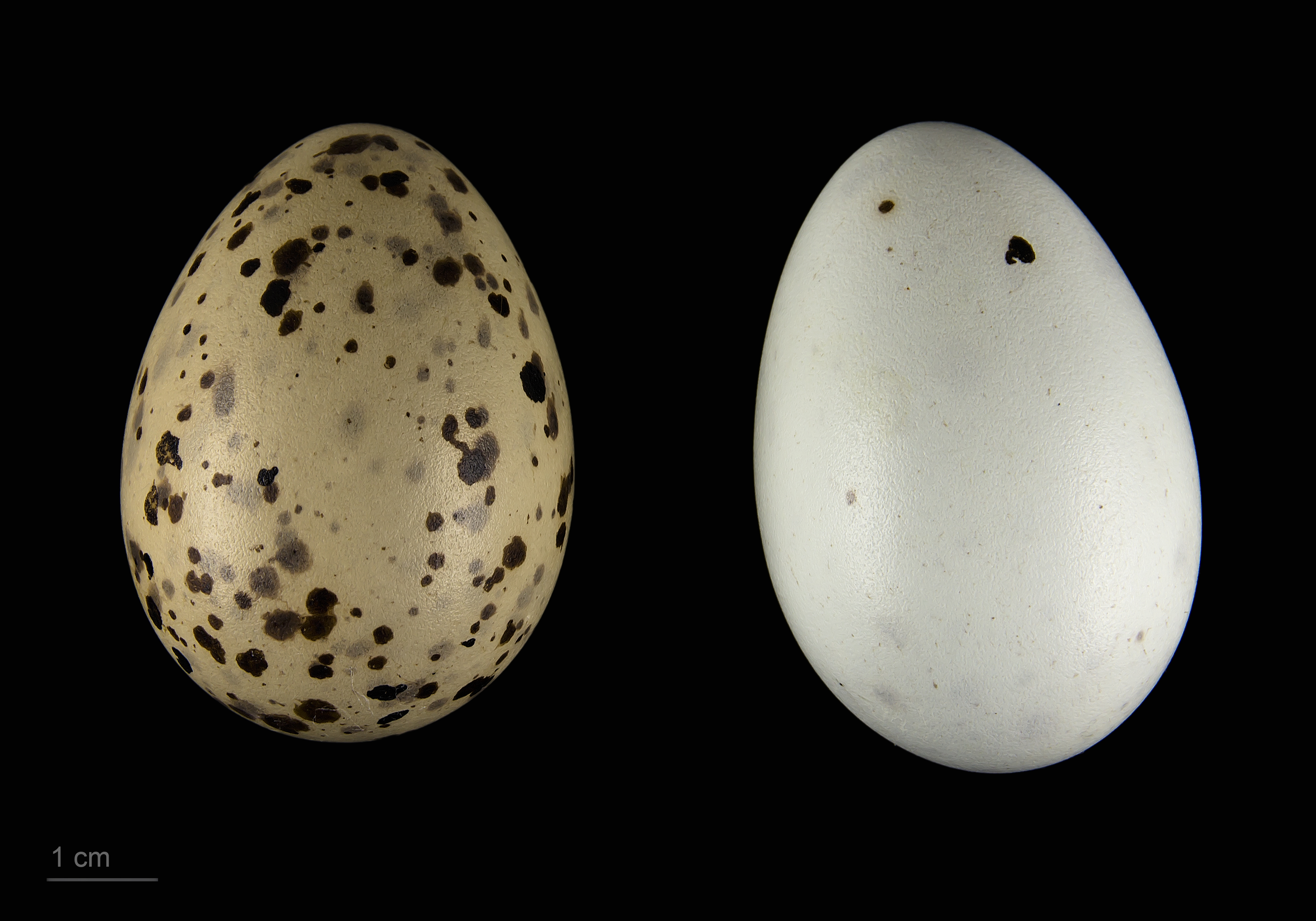
Chroicocephalus novaehollandiae

Mòng biển bạc (danh pháp hai phần: Chroicocephalus novaehollandiae) cũng được gọi đơn giản là "chim mòng biển" tại Úc, là mòng biển phổ biến nhất ở Úc. Nó đã được tìm thấy trên khắp lục địa Úc, đặc biệt là vùng ven biển. Mòng biển Hartlaub Nam Phi (C. hartlaubii) và mòng biển New Zealand (C. scopulinus) trước đây đôi khi coi là phân loài của mòng biển bạc. Như là trường hợp với nhiều loài mòng biển, nó có truyền thống được đặt trong chi Larus nhưng hiện nay được đặt trong chi Chroicocephalus.
Mòng biển bạc không nên nhầm lẫn với các loài mòng biển Herring, cũng được gọi là "mòng biển bạc" trong nhiều ngôn ngữ khác (tên khoa học Larus argentatus - nghĩa là mòng biển bạc, tiếng Đức silbermöwe, tiếng Pháp goéland Argente, tiếng Hà Lan zilvermeeuw, tiếng Nga: серебристая чайка, tiếng Trung: 银鸥 = ngân âu, tiếng Tây Ban Nha: gaviota argéntea, tiếng Bồ Đào Nha: gaivota-prateada) nhưng là một loài mòng biển to lớn và cường tráng hơn nhưng không có sự chồng chéo trong phạm vi phân bố.